# Cerura himalayana
Cerura himalayana är en fjärilsart som beskrevs av Moore 1888. Cerura himalayana ingår i släktet Cerura och familjen tandspinnare. Inga underarter finns listade i Catalogue of Life.